# Josh Hazlewood
Josh Reginald Hazlewood (* 8. Januar 1991 in Tamworth, Australien) ist ein australischer Cricketspieler, der seit 2010 für die australische Nationalmannschaft spielt.

## Kindheit und Ausbildung
Hazlewood wuchs im ländlichen Bendemeer auf, wo er zumeist mit seinem älteren Bruder Cricket spielte. In seiner Jugend betrieb er neben Cricket unter anderem Speerwurf. Mit 17 Jahren gab er sein Debüt für New South Wales.

## Aktive Karriere

### Anfänge in der Nationalmannschaft
Sein Debüt in der Nationalmannschaft gab er im Juni 2010 bei der Tour in England als er sein erstes ODI absolvierte. Jedoch sollte dies vorerst sein einziges Spiel in der Nationalmannschaft bleiben. Er war ursprünglich für die Tour in Indien am Jahresende vorgesehen, musste jedoch mit Rückenproblemen absagen. Erst fast drei Jahre später Stand er wieder im Aufgebot, als er gegen die West Indies sein erstes Twenty20 absolvierte. Nachdem er je ein weiteres Spiel in den beiden Formaten bei der Tour in England im Sommer 2013 bestritten hatte, konnte er im zweiten Twenty20 bei der Tour gegen England im Januar 2014 erstmals mit 4 Wickets für 30 Runs herausstechen. Im November 2014 konnte er bei der Tour gegen Südafrika im zweiten ODI mit 5 Wickets für 31 Runs sein erstes Five-for erzielen. Im dritten ODI konnte er noch einmal 3 Wickets für 51 Runs hinzufügen. Daran schloss sich eine Tour gegen Indien an, bei der er seinen ersten Test absolvierte und im ersten Innings 5 Wickets für 68 Runs erreichte. Er wurde daraufhin für den Cricket World Cup 2015 nominiert und hatte seine beste Leistung im Viertelfinale gegen Pakistan, als ihm 4 Wickets für 35 Runs gelangen und er als Spieler des Spiels ausgezeichnet wurde.
In der Test-Serie der Tour in den West Indies im Sommer 2015 konnte er 3 Wickets für 33 Runs im ersten Spiel und 5 Wickets für 38 Runs im zweiten erzielen und wurde als Spieler der Serie ausgezeichnet. Im November 2015 bei der Tour gegen Neuseeland konnte er sich mit 3 Wickets für 66 Runs im ersten und 6 Wickets für 70 Runs im zweiten innings die Auszeichnung als Spieler des Spiels sichern. Im ersten Test der Tour in Neuseeland im Februar 2016 konnte er dann 4 Wickets für 42 Runs erzielen. Im März war er Teil der Mannschaft beim ICC World Twenty20 2016, spielte dort jedoch nur zwei Spiele und konnte nicht überzeugen. Im Juni 2016 erzielte er im Finale des Drei-Nationen-Turnier in den West Indies gegen den Gastgeber 5 Wickets für 50 Runs und wurde als Spieler des Turniers ausgezeichnet.

### Fokus auf Test-Cricket
Die Saison 2016/17 begann mit einer Tour gegen Südafrika, bei dem er im zweiten Test 5 Wickets für 89 Runs erreichte. Im dritten Test fügte er noch einmal 4 Wickets für 68 Runs hinzu. Bei der Tour gegen Pakistan im Januar 2017 erreichte er im dritten Test 4 Wickets für 55 Runs und sicherte so den 3–0 Seriensieg. In der nachfolgenden Tour in Indien erzielte er im zweiten Test 6 Wickets für 63 Runs. Im Sommer 2017 spielte er bei der ICC Champions Trophy 2017 in England und konnte dort gegen Neuseeland 6 Wickets für 52 Runs erreichen, jedoch wurde das Spiel auf Grund von Regenfällen abgebrochen. Bei der Ashes Tour 2017/18 gegen England konnte er im dritten Test 5 Wickets für 48 Runs zum Gewinn der Serie beitragen. Über das Jahr 2018 konnte er zwar solide Leistungen zeigen, ragte jedoch nicht heraus. Auch hatte er mit Rückenproblemen zu kämpfen, die eine Teilnahme am Cricket World Cup 2019 verhinderten. Erst im dritten Test der Ashes Series 2019 konnte er mit 5 Wickets für 30 Runs beisteuern, was jedoch nicht zum Sieg ausreichte. Im vierten Test der Serie erreichte er noch einmal 4 Wickets für 47 Runs. Beim ersten Test der Tour gegen Pakistan im November 2019 erreichte er 4 Wickets für 63 Runs und sicherte so den Innings-Sieg.
Ein Jahr später im ersten Test der Serie gegen Indien konnte er mit 5 Wickets für 8 Runs dazu beitragen das Indien im zweiten innings nur 38 Runs erreichte und erzielte dabei sein 200. Test-Wicket. Im vierten Test der Serie erreichte er 5 Wickets für 57 Runs, was jedoch nicht zum Sieg reichte. Im November 2021 spielte er dann beim ICC Men’s T20 World Cup 2021 und konnte dort in der Vorrunde gegen die West Indies 4 Wickets für 39 Runs erreichen. Im Finale gegen Neuseeland trug er dann 3 Wickets für 16 Runs zum Titelgewinn bei. Zum Jahresende hatte er dann mit Verletzungen zu kämpfen. Zurück im Team erreichte er in den Twenty20s gegen Sri Lanka ein Mal vier (4/12) und ein Mal drei Wickets (3/22), wobei er beim letzteren das Super Over für Australien entscheiden konnte und ausgezeichnet wurde. Beim Gegenbesuch in Sri Lanka im Juni 2022 gelangen ihm erneut vier Wickets (4/16). Daraufhin stieg er auf den ersten Platz in der Twenty20-Bowling-Weltrangliste des Weltverbandes auf. Gegen Neuseeland gelangen ihm in der ODI-Serie im September drei Wickets (3/31). In der Vorbereitung für die Weltmeisterschaft konnte er dann in der Twenty20-Serie gegen die West Indies abermals drei Wickets (3/35) erzielen. Beim ICC Men’s T20 World Cup 2022 selbst konnte er gegen Neuseeland (2/41) und Afghanistan (2/33) jeweils zwei Wickets erreichen.

### Bis heute
Nach dem Turnier verletzte er sich erneut, konnte dann jedoch im letzten Test gegen Südafrika 4 Wickets für 48 Runs erzielen. Im Sommer reiste er für die Ashes nach England, wo ihm drei Wickets (3/80) im zweiten und fünf Wickets (5/126) im vierten Test der Serie gelangen. In den ODI-Serie in Südafrika (3/41) und in Indien (3/38) im September erreichte er jeweils drei Wickets. Beim Cricket World Cup 2023 erzielte er dann drei Mal zwei Wickets in der Vorrunde gegen Neuseeland (2/70), England (2/49) und Afghanistan (2/39). Auch im Halbfinale gegen Südafrika (2/12) und im Finale in Indien (2/60) steuerte er jeweils zwei Wickets bei und konnte so zum Titelgewinn beitragen. Nach dem Turnier traf er mit dem Team in einer Test-Serie auf Pakistan, wo ihm drei Wickets (3/13) im ersten und vier Wickets (4/16) im dritten Test gelangen. Daraufhin kamen die West Indies nach Australien, wobei er zunächst insgesamt neun Wickets (4/44 & 5/35) im ersten Test erreichte und dann nochmal drei Wickets (3/23) im zweiten Spiel der Serie hinzufügte. Auch in der zugehörigen ODI-Serie gelangen ihm drei Wickets (3/43). Bei der sich daran anschließenden Test-Serie in Neuseeland konnte er im zweiten Spiel 5 Wickets für 31 Runs erreichen.